# کبوترک دمگاه‌سفید
کبوترک دمگاه‌سفید (نام علمی: Xolmis velatus) نام یک گونه از سرده کبوترک‌ها است.